# Peucedanum pricei
Peucedanum pricei là một loài thực vật có hoa trong họ Hoa tán. Loài này được Simpson miêu tả khoa học đầu tiên năm 1913.